# 聖十字教堂 (尼恩)
聖十字教堂是位於克羅埃西亞城市尼恩的一座教堂。教堂始建於9世紀。它的绰号是“世界上最小的教堂”。

## 图集

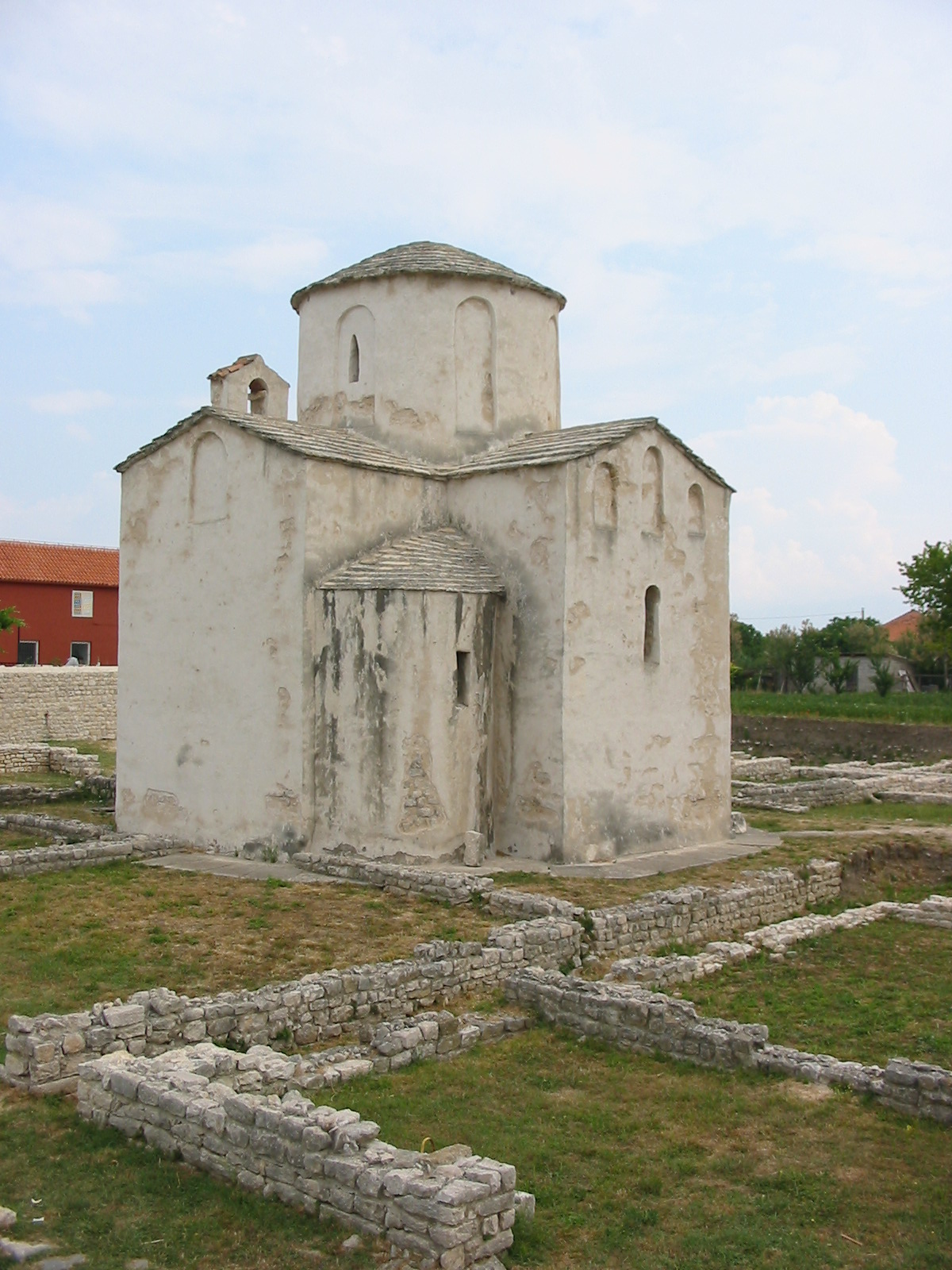
后部
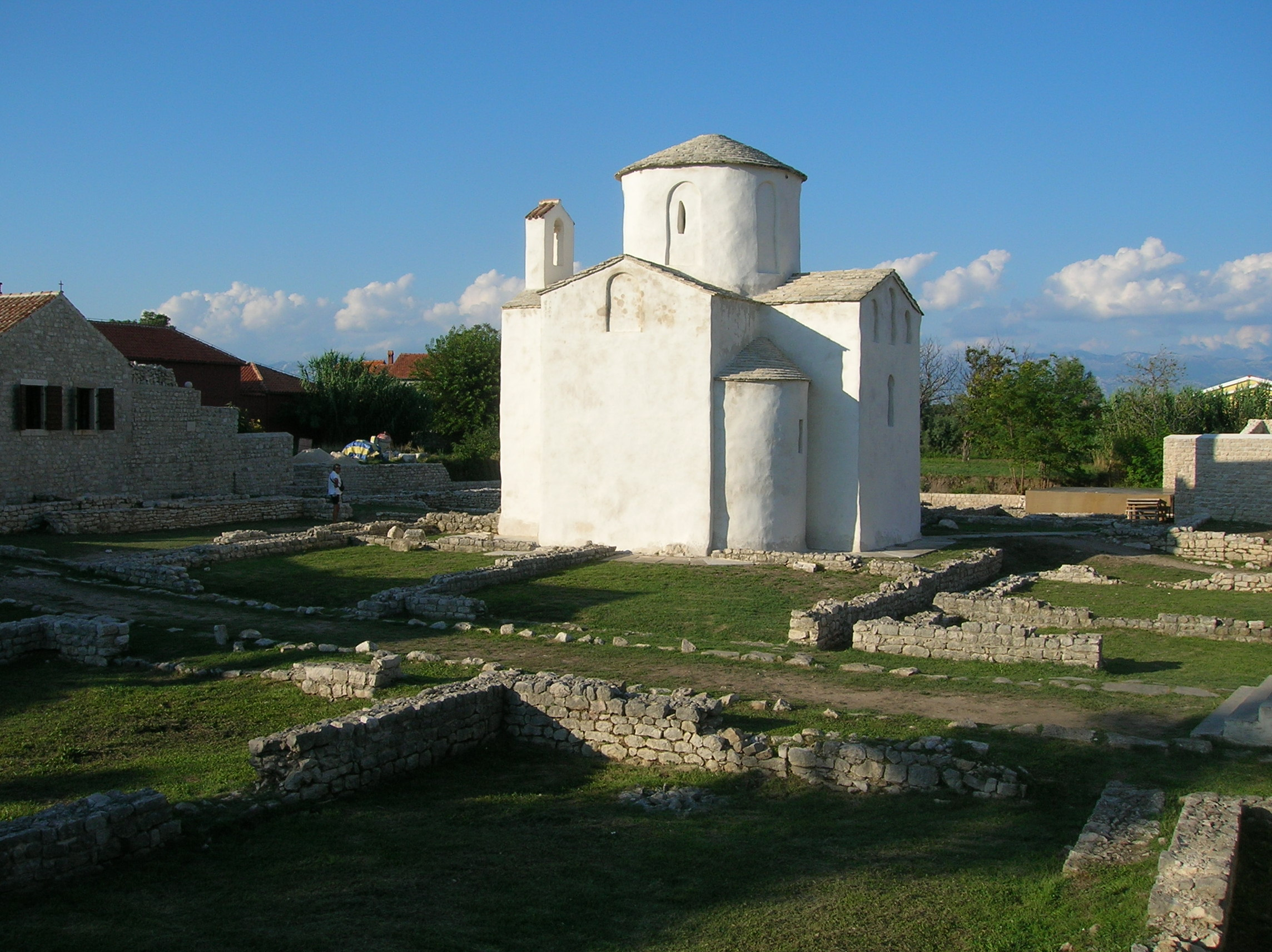
右部
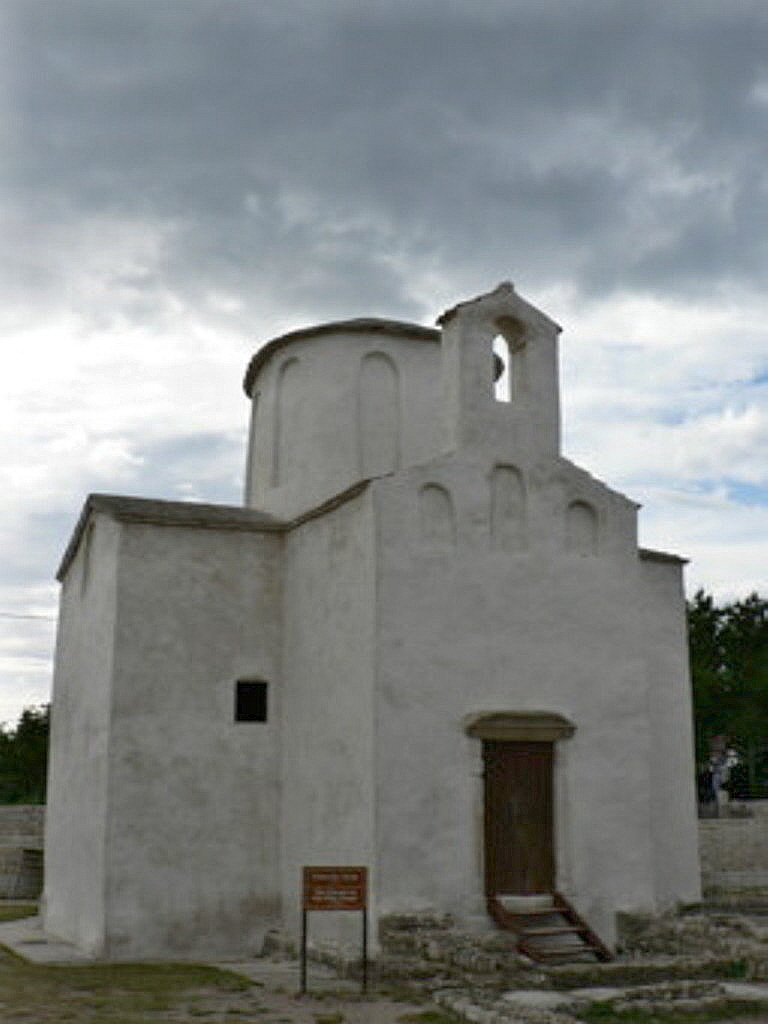
入口
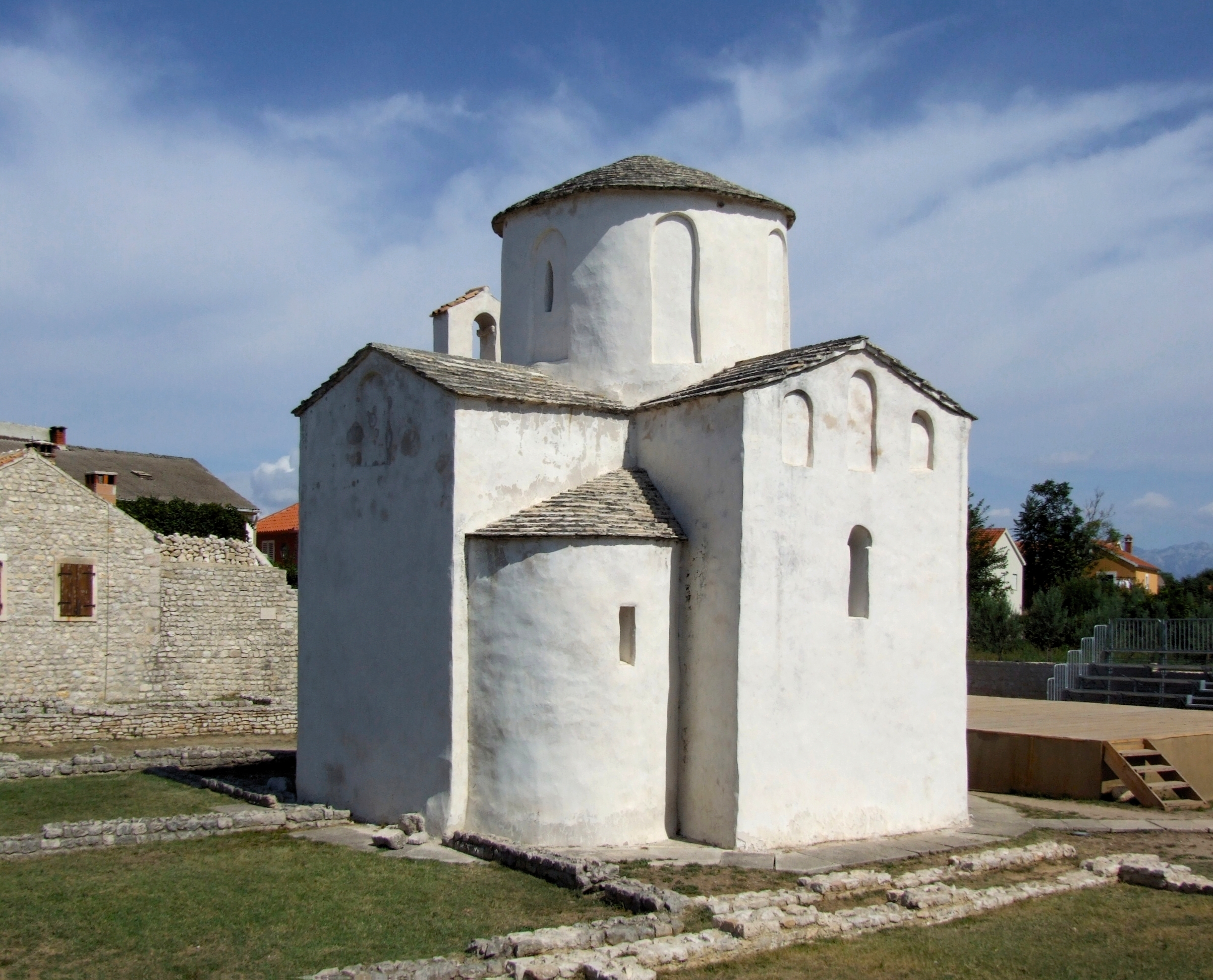
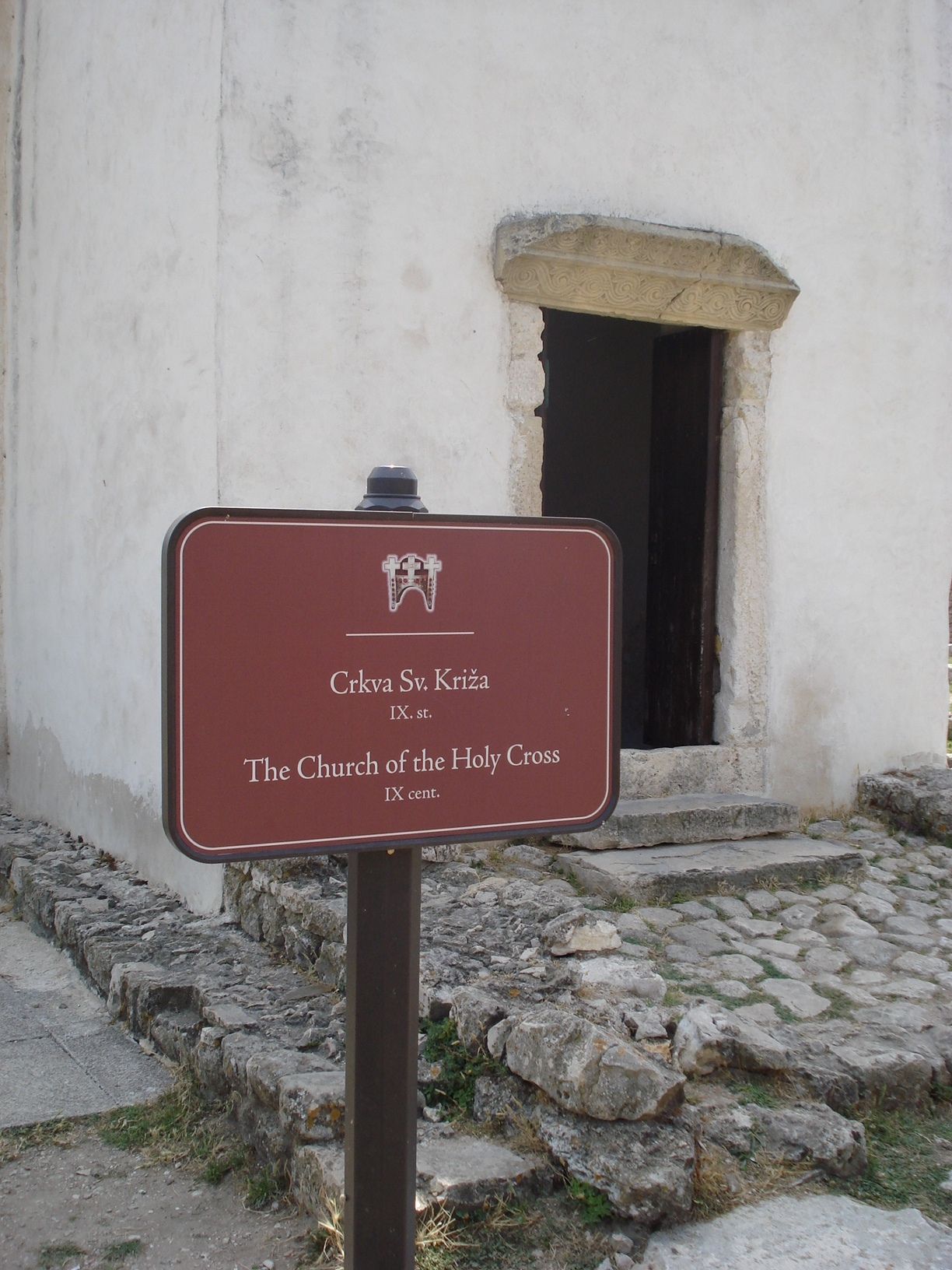
入口标识牌
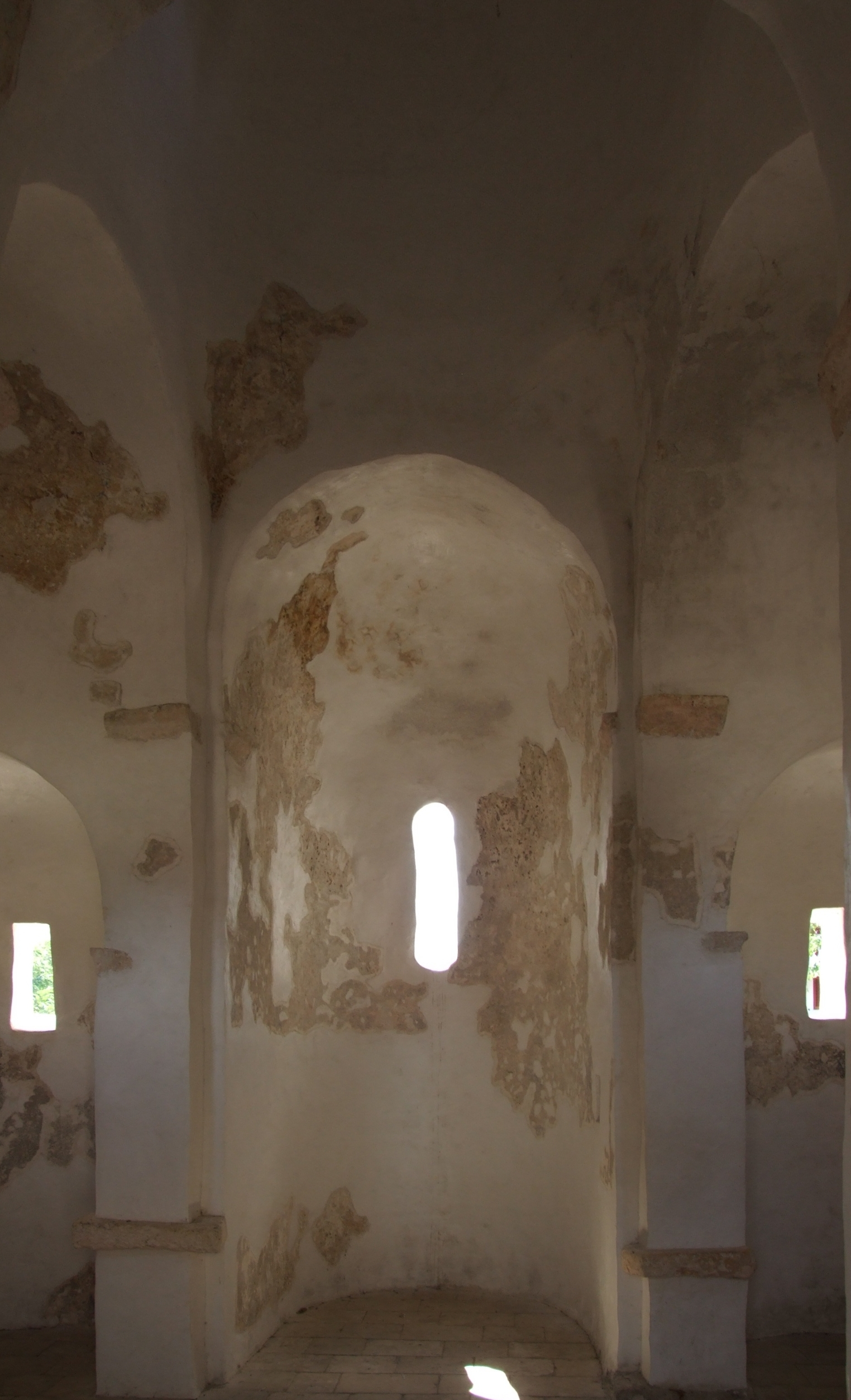
内部